# Stig Danielsson
Stig Danielsson,  (Gotemburgo, 24 de enero de 1920 - Gotemburgo, 24 de noviembre de 2011), fue un atleta sueco de atletismo (velocista).
Danielsson ganó el oro y el bronce del Campeonato de Europa en 4 x 100 metros en 1946 y 1950. Oro en el Campeonato de Suecia de 200 metros en 1946 y 1950. Plata en el Campeonato de Suecia de 100 metros en 1946, 1947 y 1950. Compitió para el Örgryte IS.

## Palmarés internacional
| Palmarés internacional                  | Palmarés internacional | Palmarés internacional | Palmarés internacional | Palmarés internacional |
| Competencia                             | Lugar                  | Medalla                | Prueba                 | Actuación              |
| --------------------------------------- | ---------------------- | ---------------------- | ---------------------- | ---------------------- |
| Campeonato Europeo de Atletismo de 1946 | Oslo                   | Medalla de oro         | 4 x 100 metros         | 41 s 5                 |
| Campeonato Europeo de Atletismo de 1950 | Bruselas               | Medalla de bronce      | 4 x 100 metros         | 41 s 9                 |

| Campeonatos de Suecia                 |                  |            |            |
| Campeonato Sueco de Atletismo de 1946 | Medalla de plata | 100 metros | 100 metros |
| Campeonato Sueco de Atletismo de 1947 | Medalla de plata | 100 metros | 100 metros |
| Campeonato Sueco de Atletismo de 1950 | Medalla de plata | 100 metros | 100 metros |
| Campeonato Sueco de Atletismo de 1946 | Medalla de oro   | 200 metros | 200 metros |
| Campeonato Sueco de Atletismo de 1946 | Medalla de oro   | 200 metros | 200 metros |